# Yulong-Fluss
Der Yulong-Fluss (chinesisch 遇龙河, Pinyin Yùlóng Hé) ist ein 43,5 Kilometer langer, 38 bis 61 Meter breiter und bis zu 2 Meter tiefer Fluss im Autonomen Gebiet Guangxi der Zhuang in der Volksrepublik China. 

## Verlauf
Der Yulong-Fluss fließt durch die Kreise Guilin und Yangshuo, bevor er in den Li-Fluss, einen Nebenfluss des Westflusses, mündet. Er ist wie der Li-Fluss besonders wegen seiner Landschaft berühmt. Er fließt etwa 15 Kilometer westlich der Stadt Yangshuo durch eine Karst-Landschaft, die in China als Inbegriff einer schönen Landschaft gilt. 

## Bildergalerie

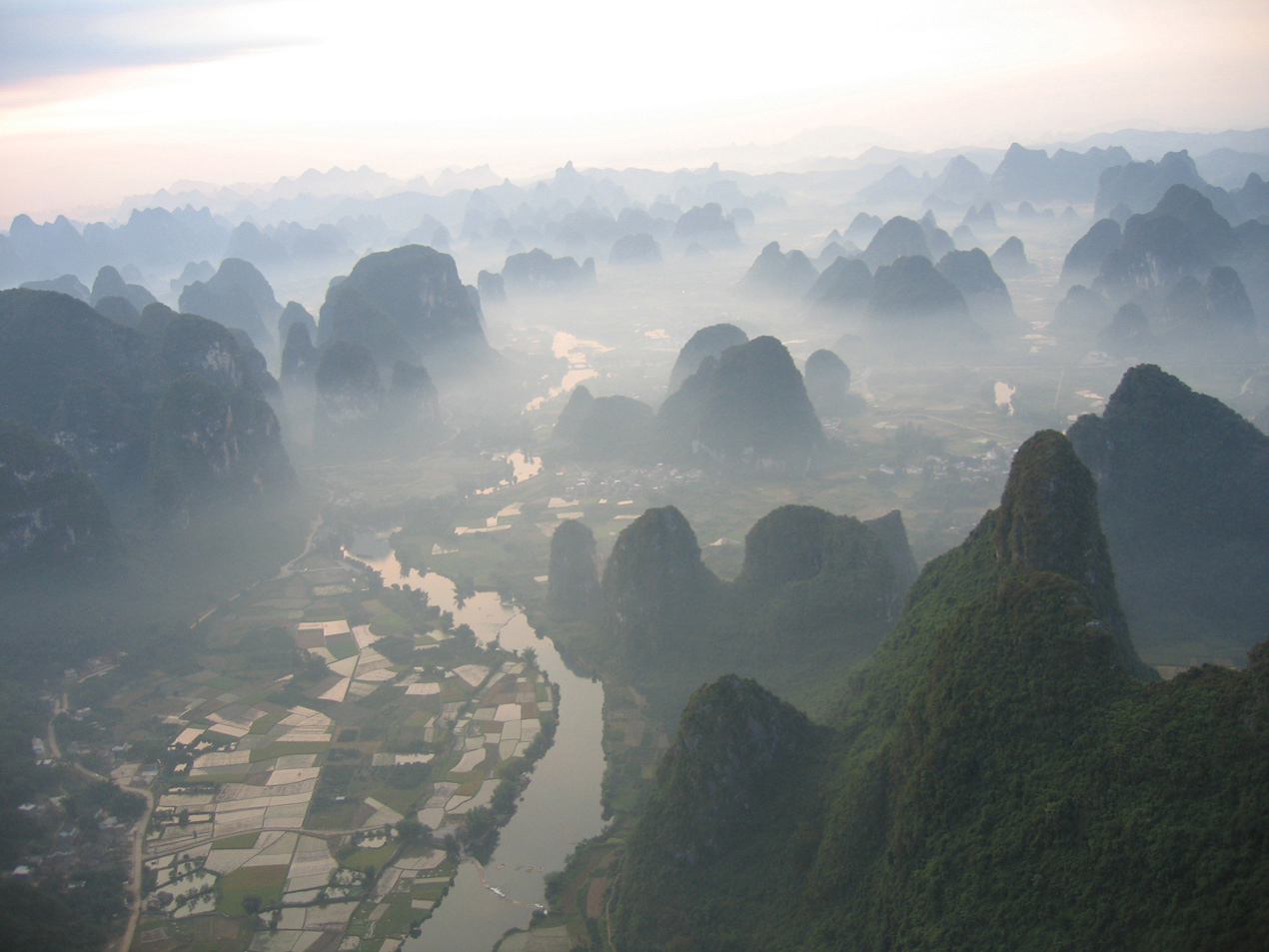
Vogelschau
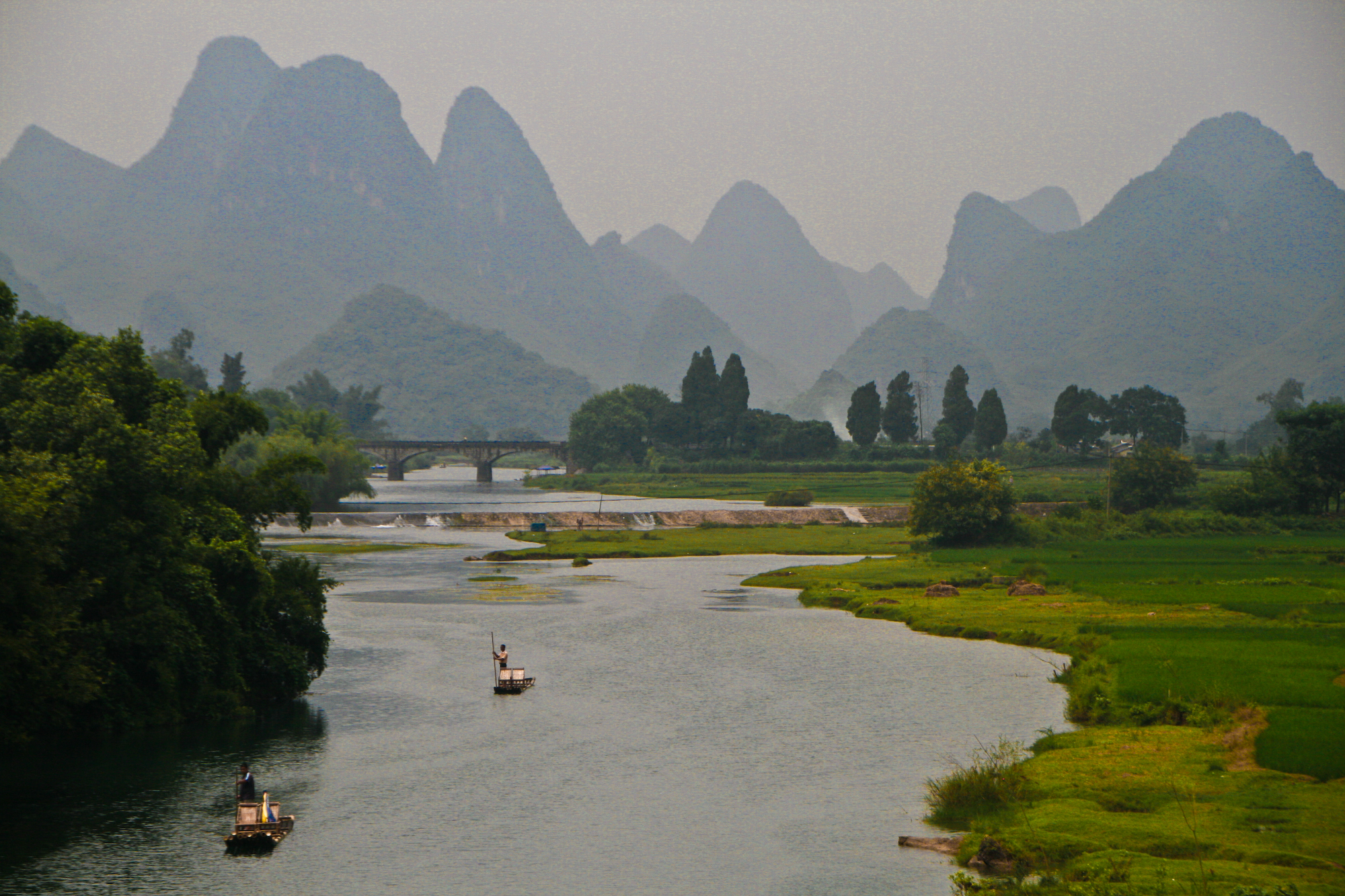
Von der Drachenbrücke
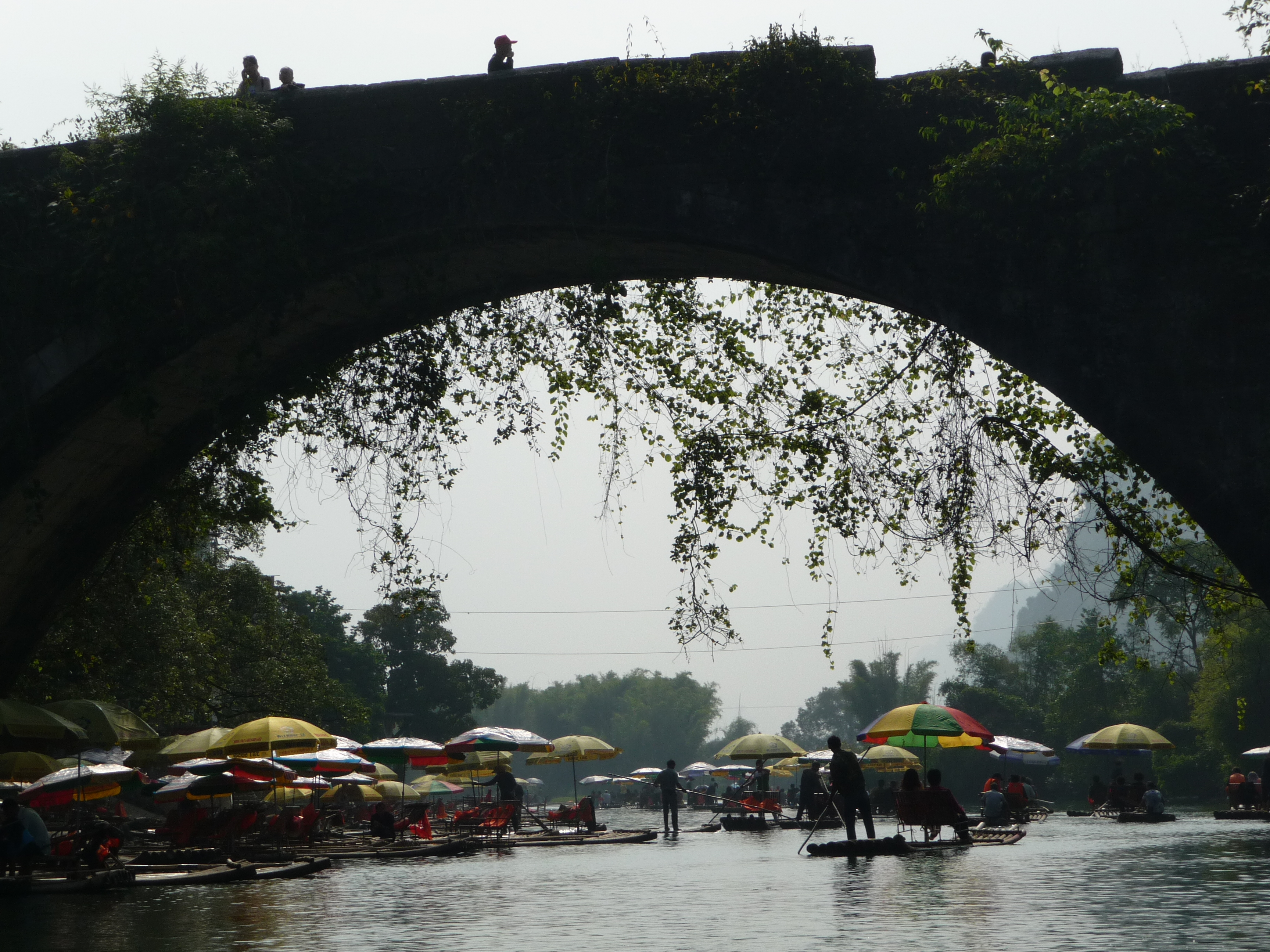
Yulong-Brücke
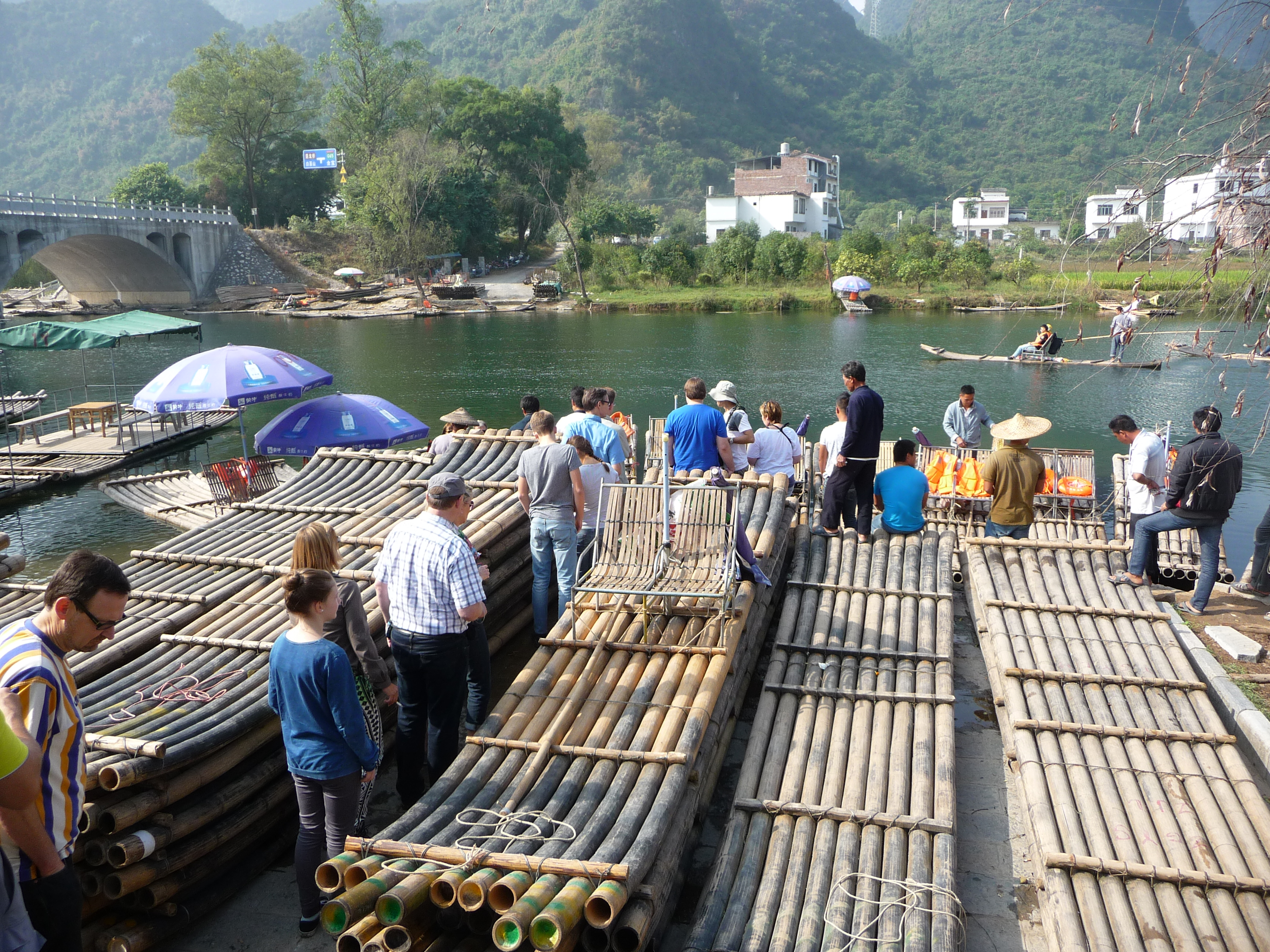
Flöße
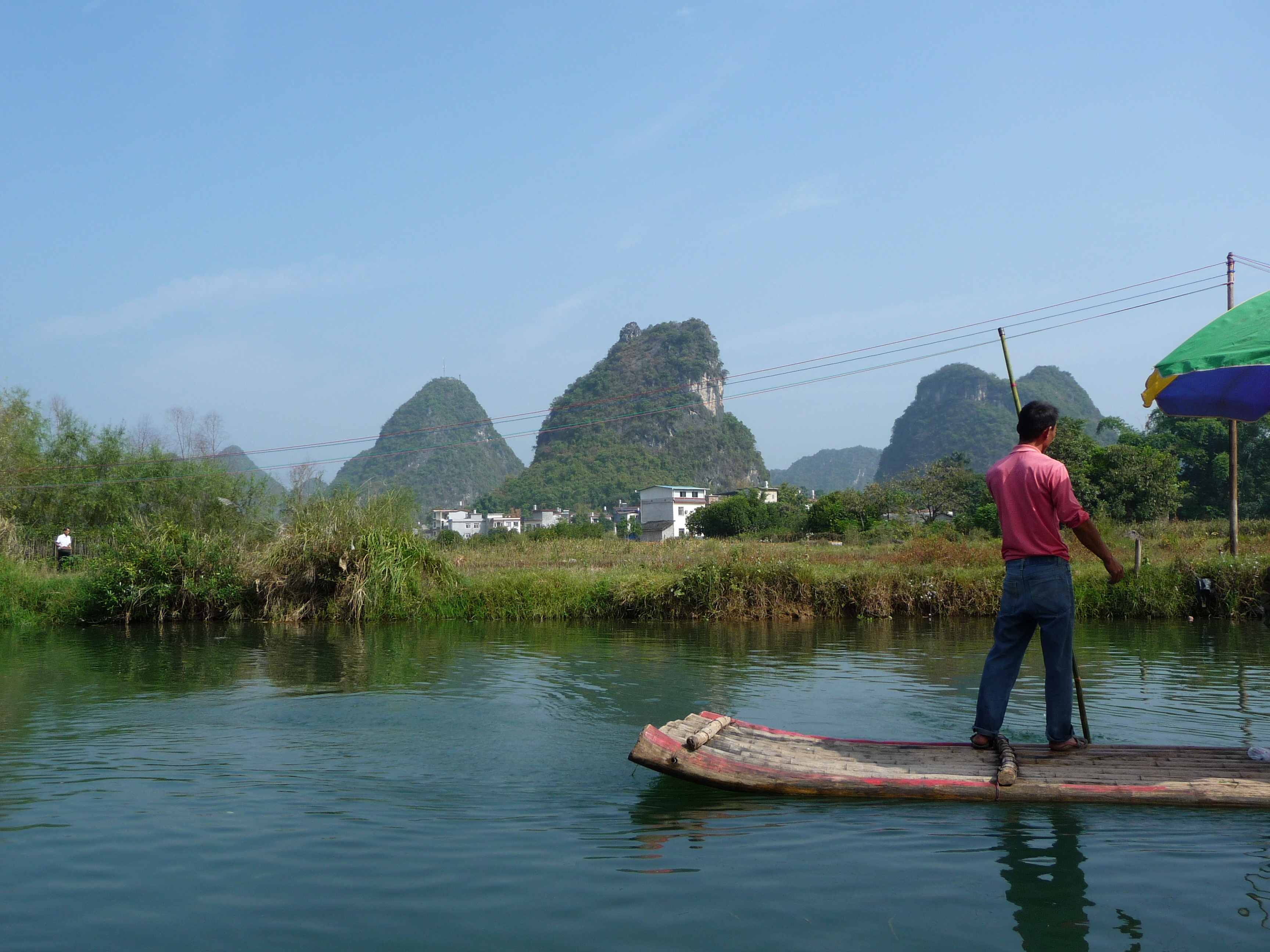
Flößer
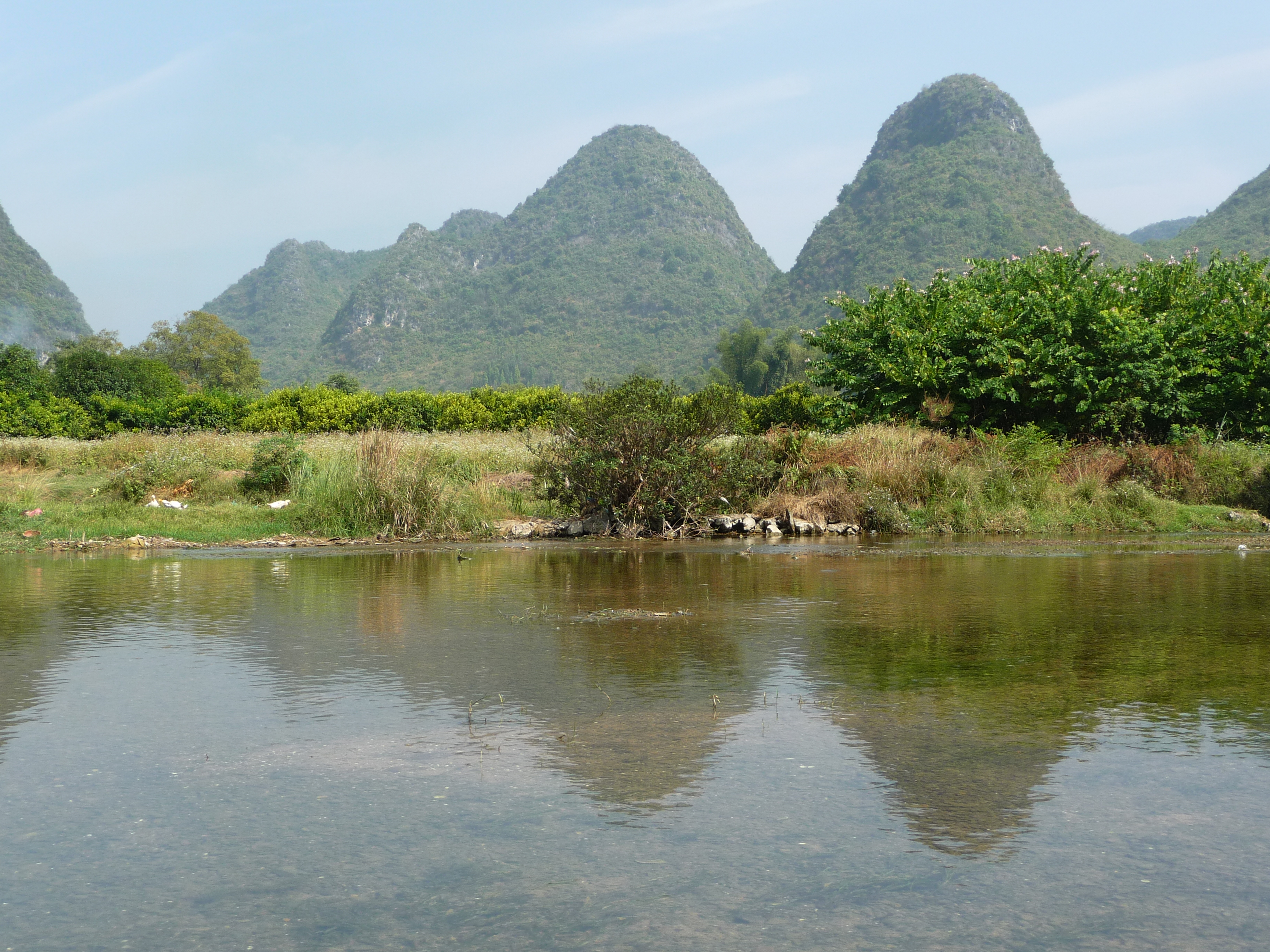
Berge am Ufer